# Супрунковецька сільська рада
Супрункове́цька сільська́ ра́да — колишня адміністративно-територіальна одиниця в Кам'янець-Подільському районі Хмельницької області. Адміністративний центр — село Супрунківці.
Тепер її територія (2 села) входить до складу Гуменецької сільської громади:
Рішенням тридцять третьої позачергової сесії VI скликання Хмельницької обласної ради від 13.08.2015 затверджено створення Гуменецької об’єднаної територіальної громади. До складу громади увійшли території Абрикосівської сільської ради, Великозаліської сільської ради, Голосківської сільської ради, Гуменецької сільської ради, Думанівської сільської ради, Залісся Другої сільської ради, Нігинської сільської ради, Супрунковецької сільської ради.
Старости сіл на офіційному сайті [Архівовано 29 серпня 2016 у Wayback Machine.] Гуменецької громади

## Загальні відомості
Супрунковецька сільська рада утворена в 1921 році.
- Територія ради: 25 км²
- Населення ради: 577 осіб (станом на 2001 рік)

## Населені пункти
Сільській раді підпорядковані населені пункти:
- с. Супрунківці
- с. Тернавка

## Склад ради
Рада складалася з 14 депутатів та голови.

### Депутати
За результатами місцевих виборів 2010 року депутатами ради стали:

#### За суб'єктами висування
| Суб'єкт висування | Кількість обраних депутатів | %  |
| ----------------- | --------------------------- | -- |
| Народна партія    | 7                           | 50 |
| Самовисування     | 7                           | 50 |

#### За округами
| № округу       | Прізвище, ім'я, по батькові   | Дата визнання обраним | Освіта  | Партійна приналежність | Відомості про обраного депутата                                                                                 |
| -------------- | ----------------------------- | --------------------- | ------- | ---------------------- | --- |
| Народна Партія |                               |                       |         |                        | |
| 1              | Ткачук Григорій Анатолійович  | 05.11.2010            | середня | позапартійний          | пенсіонер |
| 4              | Миронюк Марія Володимирівна   | 05.11.2010            | вища    | член Народної партії   | тимчасово не працює                                                                                             |
| 7              | Прудивус Валентина Михайлівна | 05.11.2010            | вища    | член Народної партії   | Супрунковецька сільська рада, головний бухгалтер                                                                |
| 8              | Прудивус Зоя Іванівна         | 05.11.2010            | вища    | позапартійна           | Супрунковецька сільська рада, секретар                                                                          |
| 9              | Петрованчук Тетяна Феофанівна | 05.11.2010            | вища    | член Народної партії   | Супрунковецька бібліотека, бібліотекар                                                                          |
| 10             | Тягун Людмила Іванівна        | 05.11.2010            | середня | член Народної партії   | Супрунковецьке поштове відділення ЦПЗ-2, опертор                                                                |
| 14             | Лебедин Неля Тадеушівна       | 05.11.2010            | середня | позапартійна           | Кам'янець-Подільський ЦПЗ-2, листоноша                                                                          |
| Самовисування  |                               |                       |         |                        | |
| 2              | Кравчук Ольга Миколаївна      | 05.11.2010            | вища    | позапартійна           | Супрунковецький НВК «Загальноосвітня школа І-ІІ ст. — ДНЗ», вчитель початкових класів                           |
| 3              | Яковлєва Євгена Степанівна    | 05.11.2010            | вища    | позапартійна           | приватний підприємець                                                                                           |
| 5              | Хапко Людмила Іванівна        | 05.11.2010            | вища    | позапартійна           | Супрунковецький НВК «Загальноосвітня школа І-ІІ ст. — ДНЗ», директор                                            |
| 6              | Луцик Наталія Григорівна      | 05.11.2010            | середня | позапартійна           | приватний підприємець                                                                                           |
| 11             | Гурська Валентина Іванівна    | 05.11.2010            | вища    | позапартійна           | пенсіонер |
| 12             | Кшемінська Галина Миколаївна  | 05.11.2010            | вища    | позапартійна           | Супрунковецький НВК «Загальноосвітня школа І-ІІ ст. — ДНЗ», вчитель                                             |
| 13             | Жураковський Вадим Васильович | 05.11.2010            | вища    | позапартійний          | Кам'янець-Подільський національний університет ім. І. Огієнка, курсовий офіцер факультету військової підготовки |